# 水島裕子
水島 裕子（みずしま ゆうこ、1962年〈昭和37年〉11月28日 - ）は、日本の女優、モデル、映画評論家、作家、タレント。東京都出身。青山学院女子短期大学。過去の所属事務所は第一プロダクション。

## 来歴・人物
深夜番組『グッドモーニング』（テレビ朝日）の「てん・ぱい・ぽん・ちん体操」で注目を集める。以後、グラビアモデルやテレビドラマ、バラエティ番組に出演。1980年後半には日活ロマンポルノ作品『いたずらロリータ 後ろからバージン』（1986年） や『部長の愛人・ピンクのストッキング』などに出演した。
その後は雑誌で映画評論などを執筆している。2005年より、日本映画ペンクラブ会員。日本推理作家協会会員。週刊誌では過去のグラビア写真が、2020年代になってからも掲載されることがある。
- 身長 - 162cm
- バスト - 83cm（20代のサイズ）
- ウエスト - 56cm
- ヒップ - 85cm
- 血液型 - B型

## 出演

### テレビ番組
- グッドモーニング（1984年 - 1986年、テレビ朝日）「てん・ぱい・ぽん・ちん体操」
- HONKYとーく（1984年4月 - 1985年12月、中京テレビ）
- 夏・体験物語（1985年、TBS） - 柳利香
- 女ふたり捜査官スペシャル（1986年、テレビ朝日）
- 毎度おさわがせしますIII（1987年1月 - 5月、TBS）
- 女に生まれて（1988年、TBS）
- 奇妙な出来事「不幸のコンタクト」（1989年11月20日、フジテレビ）
- 京都サスペンス「折れた鉛筆」（1989年、KTV）
- ドラマ23（TBS）
- おとなのえほん（サンテレビ）
- マジカル頭脳パワー!!　マジカルミステリー劇場「安岡力也片想い♡殺人事件」（1991年、日本テレビ） - 居酒屋「ぽん太」のママ 永島友子 役

### 映画
- 部長の愛人 ピンクのストッキング（1986年4月26日） - 主演・朝倉マヨ
- いたずらロリータ 後ろからバージン（1986年7月12日） - 主演・える/圭子
- お嬢さん探偵 ときめき連発!（1987年） - 塩田春美
- この胸のときめきを（1988年） - 鮫島寅男の女
- 極道渡世の素敵な面々（1988年） - さやか
- 乙女物語 あぶないシックスティーン（1990年） - 有沢千里
- 真心 MY NAME IS MAGOKORO（2001年） - さくら
- 母の恋人（2016年2月25日公開） - 主演・涼子
- 大女優にご用心（2018年11月10日 船堀映画祭）-主演・草香みどり

### Vシネマ
- 大人になりたい TOO MANY RULES（1990年）
- 水物語（1991年、原作：内田春菊） - 主演
- 虜 TORIKO 監禁島（1995年） - 矢野那智
- 100万＄の女 仮面の貴婦人（1995年）

### 舞台
- 6人のイカレる女（2012年2月8日～12日、中野 劇場MOMO）

## 写真集
- スコラスペシャル10 水島裕子 YUKO MIZUSHIMA ALBUM（1986年8月21日、講談社スコラ） - 撮影：野村誠一
- 別冊スコラ37 水島裕子 Yuko Mizushima Sexy Shot（1987年、講談社スコラ） - 撮影：野村誠一
- TROUBLE トラブル（1988年、講談社スコラ）
- VIGOR ビガー（1994年、英知出版） - 撮影：清水清太郎
- 墨東エロス（1994年、光文社） - 撮影：荒木経惟
- 黒黴（1998年、ぶんか社） - 撮影：荒木経惟
- PICTORIAL 1992/2000 水島裕子写真集（2000年、パパラブックス）

## 著書
- ハイヒールで避妊して（1990年、マガジンハウス）

- 不思議な女は二日前（1991年、スコラ）

- 不感症の女優（1992年、マガジンハウス）
- 恋愛小説は終わらない（1992年、講談社（講談社X文庫. White heart））
- ヌード（1995年、祥伝社（ノン・ポシェット））
- オディールの夏（1995年、扶桑社（扶桑社文庫））
- 殻を破ってセクシーに : ワイルドな女の子たちへ（1995年、実業之日本社）
- しなやかな残酷（1995年、扶桑社（扶桑社文庫））
- あたしが一番ダサいとき（1996年、実業之日本社）
- ポラエロ黒黴（1998年、ぶんか社）被写体・執筆・水島裕子、撮影・荒木経惟

## 音楽
- オジサンと呼ばないで（1986年4月21日、キングレコード）